# 埃米尔·奥古斯特·约瑟夫·德维尔德曼
约瑟夫·奥古斯特·埃米尔·怀尔德曼（Émile Auguste Joseph De Wildeman，1866年—1947年）为比利时植物学家。